# Julius Edgar Lilienfeld
Julius Edgar Lilienfeld (ur. 18 kwietnia 1882 we Lwowie, zm. 28 sierpnia 1963) – polski fizyk pochodzenia żydowskiego, twórca tranzystora polowego (podstawowego elementu współczesnych układów cyfrowych).

## Życiorys
Był synem prawnika Siegmunda Lilienfelda. W 1899 rozpoczął studia na politechnice w Berlinie, z których po roku zrezygnował. W latach 1900–1904 studiował na Uniwersytecie w Berlinie, uzyskując w lutym 1905 stopień doktora. W tym samym roku rozpoczął pracę w Instytucie Fizycznym na Uniwersytecie w Lipsku, gdzie habilitował się w 1910. Po utworzeniu niepodległego państwa polskiego, mimo propozycji polskich naukowców objęcia stanowiska naukowego, w 1921, odmówił powrotu do kraju, tłumacząc to następująco [...]Sytuacja Polaka w Niemczech jest taka, że o rozwój stanowiska naukowego trudno – do Polski przenieść się znaczyłoby zrzec się na kilka lat naukowej pracy[...]. Jednak w 1925 wniosek o patent kanadyjski układu będącego protoplastą tranzystora polowego złożył jako obywatel Polski.
Jego młodszą siostrą była Flora Lilienfeld, uznana w świecie genetyczka roślin.

## Patenty
- CA 272437 Mechanizm kontroli przepływu prądu[4] – najpierw złożony w urzędzie patentowym w Kanadzie, opisuje urządzenie znane dzisiaj jako tranzystor polowy.
- US 1745175 Metoda i aparat kontroli prądów elektrycznych[5]
- US 1877140 Wzmacniacz prądów elektrycznych[6]
- US 1900018 Urządzenie do kontrolowania prądu elektrycznego[7]
- US 2013564 Kondensator elektrolityczny[8]